# HSBC 홍콩 본점 빌딩
HSBC 홍콩 본점 빌딩(중국어: 香港滙豐總行大廈)은 홍콩 중완에 소재한 HSBC의 홍콩 본점 건물이다. 스태추 스퀘어(Statue Square)의 남쪽면, 구 시청 청사 건물(1869-1933)이 있던 자리에 있다. 예전의 HSBC 빌딩(1935년 완공)은 현재의 건물에게 자리를 내주기 위해 허물어진 바 있다. 중완역의 K출구로 나와서 걸어서 5분 거리에 있다.

## 역사

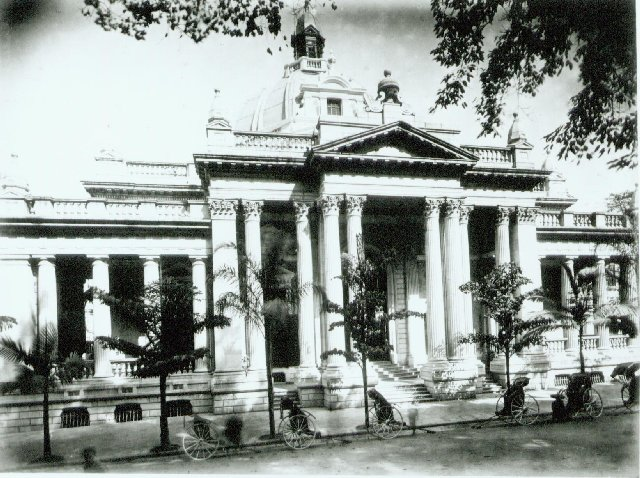
HSBC 홍콩 본점 빌딩의 두 번째 디자인

최초의 HSBC 은행(홍콩-상하이 은행) 건물은 워들리 하우스(Wardley House)라는 이름의 건물이었다. 이 건물은 1865년에서 1882년까지 HSBC의 사무실로 쓰였다. 이 건물은 HSBC 홍콩 본점 빌딩이 소재한 현재의 자리에 세워져 있었다. 1864년 당시 임대료는 월 당 $500 홍콩 달러였다. HSBC 은행은 1865년 당시 500만 홍콩 달러의 자본금을 출자하여 개업하였다. 워들리 하우스는 1886년에 철거되었고, 같은 해 중건되었다.
제2차 건물 디자인의 특징은, 거의 완전히 구분된 건물 두 개로 건물 구조를 나누었다는 것이다. 퀸스 가 센트럴에 세워진 건물은 베란다, 콜로네이드, 8각형 돔이 달린 빅토리아 양식의 건물이었다. 반면에 데 보 가에는 다른 건물들과 조화를 이룬 아케이드가 건설되었다.

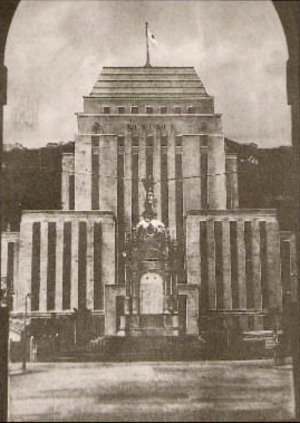
일본제국 점령 당시, 제3차 HSBC 본점 건물 디자인

1935년 제2차 건물은 철거되었고, 제3차 건물이 건립되었다. 제3차 디자인 건물은 구 홍콩 시청의 대지 일부를 가져와 사용하였다. 시카고 스쿨 건축 양식으로 지어졌다. 완공 당시에는 시카고와 카이로사이에 있는 모든 건물들 중 가장 높은 건물이었다. 일본제국의 홍콩 점령 당시, 이 건물은 총독부 본부 건물로 사용되었다. 지역적으로는 홍콩 최초로 완전한 공조 체계를 갖춘 건물이었다.
1970년대 들어서는 은행 규모가 커져서 본점 건물에 다 들어가지도 못하게 되었다. 몇몇 부서는 뿔뿔이 흩어져 홍콩 센트랄의 다른 사무용 건물들에 들어가야만 했다. 이런 방식의 해결법은 미봉책일 뿐이었다. 1978년 HSBC 은행은 본점 건물을 철거하고 새 건물을 짓기로 결정하였다. 1981년 건물이 철거되었고 1983년에 착공하여 1985년 11월 18일 새 건물이 준공되었다. 당시, 이 건물은 전 세계에서 가장 비싼 빌딩이었다. (약 52억 홍콩 달러로 추정된다. 미국 달러환산 6억 6800만 달러이다.)
최초의 증축 부분은 2006년 11월 23일에 완공되었다. 이 부분은 홍콩 원 스페이스유한회사(Hong Kong’s One Space Ltd.)가 디자인하였다. 고급 리셉션 공간을 제공할 뿐만 아니라, 상위층에 대한 보안 기능을 해 주는 1층 로비가 있는 것이 특징이다. 아시안 스토리 월(Asian Story Wall)이라고 해서, 30개의 플라즈마 디스플레이로 이루어진 일종의 멀티미디어 설비도 갖추어져 있다. (홍콩에서 이런 종류의 설비로는 가장 규모가 크다.) 이 설비는 HSBC 은행의 역사 및 아트웍 같은 것들을 디스플레이 해준다.

## 디자인
HSBC 홍콩 본점 빌딩은 영국의 건축가인 노먼 포스터가 디자인하였다. 조지 윔페이 건축 회사가 시공하였다. 콘셉트 설계 단계부터 완공까지는 7년이 걸렸다. (1978년 ~ 1985년) 건물은 47층이며 4층의 지하층이 있다. 건물의 높이는 180 m이다. 건물에는 글래스고 근처 브리티시 쉽빌더즈가 제조한 5개의 강철 모듈이 들어가 있다. 이 모듈들은 영국에서 제조되어 홍콩으로 수송되었다. 모듈 제작에 3만 톤의 강철과 4천 5백 톤의 알루미늄이 소요되었다. 영국에서 중화인민공화국으로의 홍콩 주권 이전이 성사되지 못했을 때에는 이 모듈들을 다시 해체해서 가져가기 위해 모듈식 디자인을 한 것이라는 괴담이 있기도 하다.
로비와 2개의 아시안 스토리 월은 원 스페이스 유한회사의 그레그 피어스(Greg Pearce)가 디자인하였다. 그레그 피어스는 홍콩 공항철도 역의 수석 건축가이기도 하다. 로비 디자인은 노먼 포스터의 건물 디자인 구조와 차별화하여 디자인되었다.
보통의 건물과는 달리 이 건물의 주요 운송 수단은 승강기(엘리베이터)가 아니다. 승강기는 몇몇 층에만 설 뿐이다. 승강기 대신에 각 층이 에스컬레이터로 연결되어 있다.

## 특징
HSBC 홍콩 본점 빌딩의 주요 특징은 내부에 하중 지지용 구조물이 없다는 것이다.
자연스럽게 햇빛이 들어오게 하고, 그것을 주요 조명원으로 삼는 점도 두드러지는 특징이다. 아트리움 꼭대기에 거대한 거울들을 쌓아 올려 아트리움과 플라자 밑바닥까지 자연광을 반사시키게 해 놓았다. 이렇게 자연광을 이용하게 디자인함으로써, 에너지를 절약하고 있다. 이는 또한, 외벽에 대해서는 햇빛에 대한 그늘을 제공한다. 햇빛이 직접 건물에 들어오는 것을 막음으로써 온도 상승을 줄이고 있다. 한편 공조 시스템(air-conditioning system)에는 담수 대신 해수가 쓰이고 있다.
바닥재(flooring)로서는 가볍고 이동 가능한 패널들이 쓰였다. 바닥재 아래에는 포괄적인 전원 공급선, 통신 회선, 공조 시스템 등이 들어가 있다. 장비나 컴퓨터의 설치가 꽤 쉽다.
HSBC 홍콩 본점 빌딩을 빠른 시일 내에 완공시켜야 했기 때문에, 현장 외 조립식 부분품 제조(off-site prefabrication)방식이 비중 있게 쓰였다; 건축 콤포넌트들은 전 세계 각지에서 제조되었다. 예를 들어 강철 구조물은 영국에서 공급되었으며, 유리, 알루미늄 피복재(cladding)과 바닥재는 미국에서 공급되었다. 서비스 모듈들은 일본에서 공급되었다.
2배-높이 층 건축에 쓰인, 서스펜션 트러스의 뒤집힌 "va" 세그먼트가 특징이다. 이것은 건물 기초에서 건물 중심 구조쪽으로 올라가는 8개 그룹의 알루미늄-클래드 강철 기둥 4개씩과 기둥에 부착된 5개 레벨의 삼각형 서스펜션 트러스들로 이루어졌다.

## 풍수
홍콩에 온 초창기 영국 이주민들은 풍수에 관심이 있었다; 그래서 초창기 홍콩의 건축물들은 풍수적 관점에서 지어져 왔다. 중국인들과 (심지어는) 일부 영국인들은 - 강이든 바다이든 - 물(水)을 바로 바라보는 위치에 있으면 물(水)을 바로 바라보는 위치에 있지 않은 사람보다 번창한다고 믿었다. (풍수지리에서는 물(水)은 재(財)와 밀접한 관련이 있다.) HSBC 빌딩 위치는 넓게 열린 공간(스태추 스퀘어(Statue Square))이 바로 앞에 있고, 그 너머로 빅토리아 항이 바로 내려다 보이는 위치에 있어서, 좋은 풍수라고 여겨졌다.
홍콩 정부가 최근 해수면 매립 계획 하에, 기존의 해안선을 항구쪽으로 더 확장할 계획을 갖고 있다고는 하지만, 이러한 매립지 개발에 의해 HSBC 홍콩 본점 빌딩의 항구를 내려다볼 수 있도록 하는 조망이 없어지지는 않게 된다. (홍콩 정부가 HSBC에 대해 항구를 내려다볼 수 있도록 하는 조망 권리를 보장하고 있다는 얘기가 있다.)
중국은행 (홍콩)이 소유한 중국은행 타워가 칼(刀)과 같은 모양새를 갖고 있으며, 이것에 대항하기 위하여 HSBC 홍콩 본점 빌딩 옥상 좌측에 대포(大砲) 모양새의 물체가 달려 있다는 속설이 있다.

## 사자상

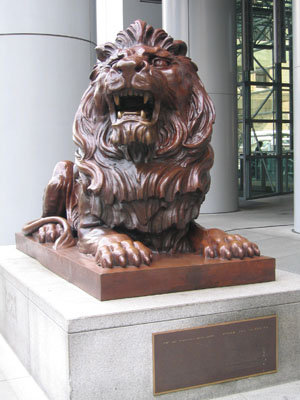
HSBC 홍콩 본점 빌딩의 좌측 사자상(Stephen)

건물 뒷편에는 두 개의 청동 사자상이 있다. 1935년 상하이에서 주조해서 홍콩으로 가져온 것이다. 스태추 스퀘어(Statue Square)의 다른 동상들과 마찬가지로, 제2차 세계 대전 당시 일본으로 탈취되어 일본 행정부에 의해 녹여질 뻔 하였다. 사자상들은, 종전 후, 원래의 자리로 돌아왔다. 사자상에는 제2차 세계 대전 당시 홍콩 전투의 탄흔이 남아있다. 한 사자상에는 작은 폭발물이 박혀 남아있었는데, 1990년대 초반에 발견되어 경찰의 폭발물 제거반에 의해 제거되었다.
풍수로 따졌을 때, 이 두 개의 청동 사자상이 은행의 지속적인 매출에 기여한다고 한다: 아시아에서는 모든 건축가들이 풍수를 믿는 것은 아니지만, 건물주들은 종종 풍수를 믿기도 한다.
사자상의 최초 판은 상하이의 박물관에 있다. HSBC 홍콩 본점 건물 앞에 있는 것은 사자상의 두 번째 판이다. 세 번째 판은 런던에 위치한 HSBC 그룹 본사에 있다. 네 번째 판은 상하이의 HSBC 빌딩에 있다.
사자상 중 좌측의 것(입을 벌린 것)에는 스테판(Stephen)이라는 이름이 붙었다. HSBC 홍콩지점장 A. G. Stephn의 이름을 딴 것이다. 사자상 중 우측의 것에는 스팃(Stitt)이라는 이름이 붙었는데, 당시 상하이 지점장의 이름을 딴 것이다.
사자상 스팃도 원래는 입을 벌리도록 주조되었었는데, 그렇게 되었을 경우 사자상이 동풍(東風)을 들이마시고 밤이 되면 살아 움직이게 되므로, 입을 다물도록 주조되었다는 속설이 있다.

## 조명

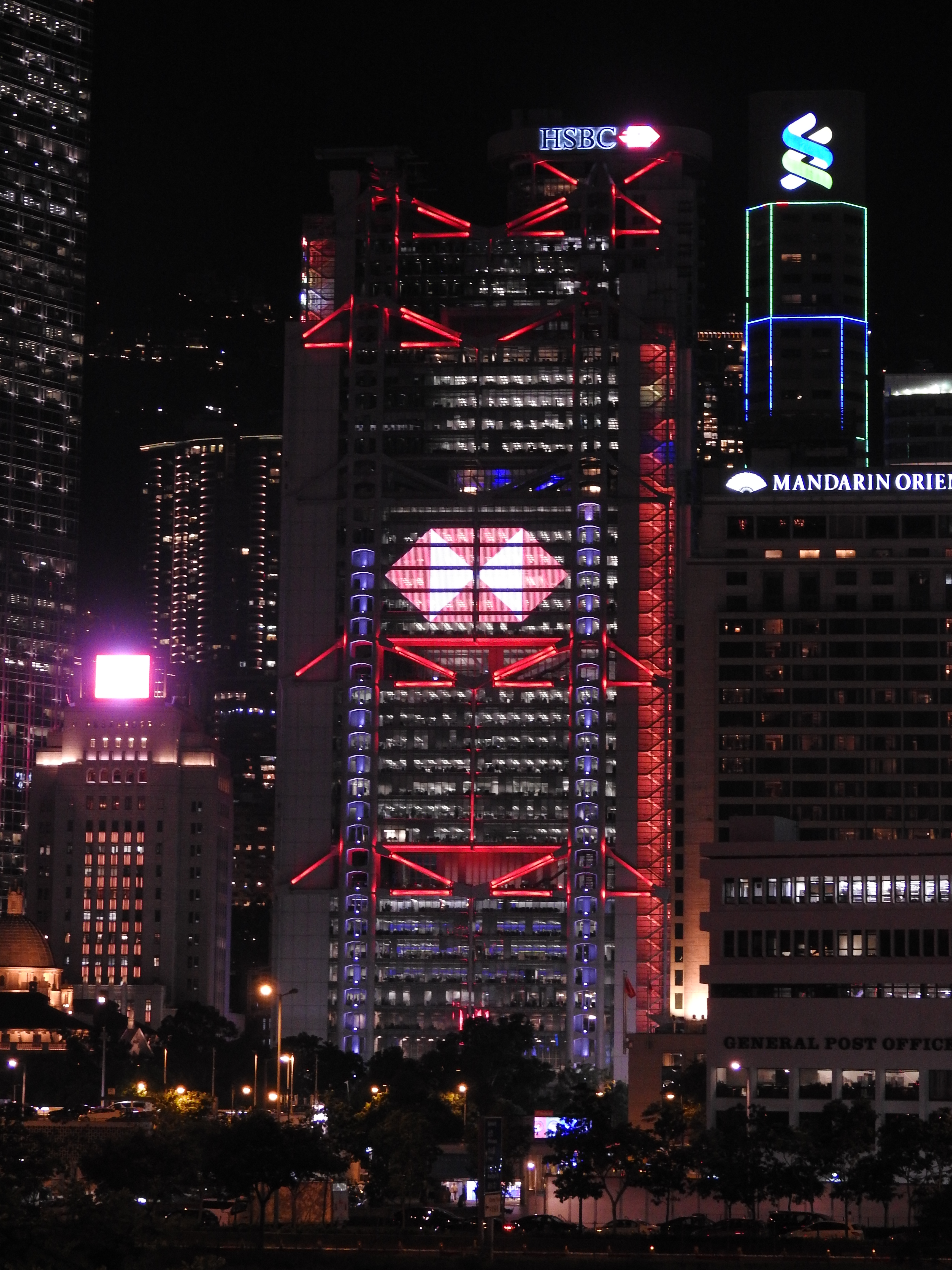
HSBC 홍콩 본점 야경

2003년 홍콩 관광진흥청은 "심포니 오브 라이츠"라고 불리는 항구 조명 정책을 개발하였다.  이것은 홍콩의 관광 진흥을 위해 계획된 것으로, 대규모의 멀티미디어 쇼이기도 한데, 레이저, 음악, 불꽃놀이(축제 기간 중) 등이 어우러진다. HSBC 홍콩 본점 빌딩도 심포니 오브 라이츠에 참가하는 빌딩 중 하나이다. HSBC 홍콩 본점 빌딩에는 716개의 지능형 조명 기구가 부착되어 있다. 이 중 450개는 마틴 프로페셔널 사이클로 03이라는 이름의 색변경 형광성 장착물이다. 5개 층에는 마틴 프로페셔널 익스테리어 600과 익스테리어 200이 장착되어 있다. 또한 8개의 서치 라이트가 있고, 옥상에는 LED 조명 기구가 장착되어 있다. 2003년 12월 중순에 완공되었으며, 공사비는 5천 5백만 홍콩 달러가 든 것으로 추정되고 있다.
지능형 조명은 건물의 6개 부분에 걸쳐 있다:
1. 수직 래더 트러스
2. 외골격: 내부 + 외부.
3. 피난용 층
4. 북서쪽 스테어웰(Stairwell)
5. 동쪽 스테어웰(Stairwell)
6. 옥상의 건물 유지보수 설비

건물의 설계자인 노먼 포스터가 야간 조명에 많은 신경을 쓰지 않았기 때문에, HSBC는 조명 체계를 도입할 계획을 이미 갖고 있었다.

## 같이 보기
- 홍콩의 건축물 목록
- 홍콩의 경제
- 가우룽 타이 콕 취에 있는 HSBC 센터